# Perturbações do controlo dos impulsos
As perturbações do controlo dos impulsos (PCI) ou transtornos do controle dos impulsos (TCI) são uma classe de transtornos psiquiátricos caracterizados por impulsividade - falha em resistir a uma tentação, um desejo ou impulso; ou incapacidade de não falar sobre um pensamento. Muitos transtornos psiquiátricos apresentam impulsividade, incluindo perturbações relacionadas ao uso de substâncias, vícios comportamentais, perturbação de déficit de atenção e hiperatividade, perturbações do espectro do álcool fetal, perturbação de personalidade anti-social, perturbação de personalidade borderline, perturbação de conduta e algumas perturbações do humor.
A quinta edição do Manual de Diagnóstico e Estatística de Transtornos Mentais da Associação Americana de Psiquiatria (DSM-5), publicado em 2013, inclui um novo capítulo (não no DSM-IV-TR) sobre perturbações disruptivas, do controle dos impulsos e de conduta cobrindo perturbações "caracterizados por problemas de autocontrole emocional e comportamental". Cinco estágios comportamentais caracterizam a impulsividade: um impulso, tensão crescente, prazer ao agir, alívio do impulso e, finalmente, culpa (que pode ou não surgir).

## Tipos
Perturbações caracterizadas por impulsividade que não foram categorizadas nalgum capítulo do DSM-IV-TR também foram incluídas na categoria "Perturbações do Controlo dos Impulsos Não Classificados Noutro Lugar". A tricotilomania (arrancar os cabelos) e esfolar a pele foram movidos no DSM-5 para o capítulo obsessivo-compulsivo. Além disso, outros transtornos não listados especificamente nesta categoria são frequentemente classificados como transtornos de impulsividade. A terminologia foi alterada no DSM-V de "Não Classificado de Outra Forma" para "Não Classificado Noutro Lugar".

### Compulsão sexual
A compulsão sexual inclui um maior desejo no comportamento sexual e pensamentos. Essa compulsão também pode levar a várias consequências na vida do indivíduo, incluindo seleção de parceiros de risco, maior chance de contrair uma DST e depressão, bem como gravidez. Ainda não existe uma estimativa determinada da sua prevalência devido ao caráter secretivo da perturbaçãao. No entanto, pesquisas conduzidas no início da década de 1990, nos Estados Unidos, estimaram uma prevalência entre 5–6% na população dos Estados Unidos, com casos masculinos sendo mais elevados do que femininos.

### Vício na internet
O vício na Internet só recentemente foi levado em consideração e adicionado como uma forma de PCI. É caracterizado pelo uso excessivo e prejudicial da Internet com o aumento do tempo gasto em bate-papos, navegação na web, jogos de azar, compras ou consumo de pornografia. O uso excessivo e problemático da Internet foi relatado em todas as faixas etárias, sociais, económicas e educacionais. Embora inicialmente pensado ocorrer principalmente em homens, taxas crescentes também foram observadas em mulheres. No entanto, nenhum estudo epidemiológico foi realizado para entender a sua prevalência.

### Compra compulsiva
A compra compulsiva é caracterizada por uma necessidade frequente e irresistível de fazer compras, mesmo que estas não sejam necessárias ou possíveis. A prevalência da compra compulsiva nos EUA foi estimada variar os 2–8% da população adulta em geral, com 80–95% desses casos sendo mulheres. Acredita-se que o início ocorra no final da adolescência ou no início dos 20 anos e o distúrbio é considerado geralmente crónico.

### Piromania
A piromania é caracterizada por impulsivos e repetitivos desejos de deliberadamente iniciar incêndios. Devido à sua natureza, o número de estudos realizados para a extinção de incêndios é, compreensivelmente, muito pouco. No entanto, estudos feitos em crianças e adolescentes que sofrem de piromania relataram uma  prevalência de 2,4–3,5% nos Estados Unidos. Também foi observado que a incidência de incêndios é mais comum em meninos e adolescentes do que em meninas da mesma idade.

### Perturbação explosiva intermitente
A perturbação explosiva intermitente ou PEI é uma condição clínica caracterizada por episódios agressivos recorrentes desproporcionais a qualquer stressor. Estudos anteriores relataram uma taxa de prevalência de 1–2% num ambiente clínico, no entanto, um estudo feito por Coccaro e colegas em 2004 relatou uma prevalência de cerca de 11,1% ao longo da vida e outra de um mês de 3,2% numa amostra de um número moderado de indivíduos (n = 253). Com base no estudo, Coccaro e colegas estimaram uma prevalência da PEI em 1,4 milhão de indivíduos nos Estados Unidos e 10 milhões ao longo da vida.

### Cleptomania
A cleptomania é caracterizada por uma necessidade impulsiva de roubar apenas por uma questão de gratificação. Nos Estados Unidos, a presença da cleptomania é desconhecida, mas foi estimada ser de 6 por cada 1000 indivíduos. A cleptomania também é considerada a causa de 5% dos furtos anuais em lojas nos EUA. Se isto for verdade, 100.000 detenções são feitas nos EUA anualmente devido ao seu comportamento cleptomaníaco.

## Sinais e sintomas
Os sinais e sintomas dos distúrbios do controle dos impulsos variam de acordo com a idade das pessoas que sofram deles, o tipo de perturbação de que sofrem, o ambiente em que vivem e o seu sexo.

### Comorbidade
As complicações da doença de Parkinson tardia podem incluir uma variedade de perturbações do controle dos impulsos, incluindo comer, comprar e jogar compulsivamente, ter um comportamento sexual compulsivo, entre outras (punding, hobbyismo e caminhadas). Estudos sobre a prevalência das PCI sugerem que estas ocorram em 13,6–36,0% dos pacientes com Parkinson, tendo estes exibido pelo menos uma forma de PCI. Há uma comorbidade significativa entre o jogo patológico e transtornos de personalidade, e é sugerido que seja causada em parte pela sua "vulnerabilidade genética" comum. O grau de herdabilidade para as PCI são semelhantes às de outras perturbações psiquiátricos, incluindo a perturbação por uso de substâncias. Também foi encontrado um fator genético para o desenvolvimento das PCI, assim como para a perturbação por uso de substâncias. O risco de jogo patológico subclínico numa população é explicado pelo risco de dependência de álcool por cerca de 12 a 20% de fatores genéticos e de 3 a 8% de fatores ambientais. Há uma alta taxa de comorbidade entre o TDAH e outros perturbações do controle dos impulso.

## Mecanismo
A disfunção do corpo estriado pode ser o elo entre a POC, as PCI e a PUS . De acordo com pesquisas, a "impulsividade" que ocorre nos estágios posteriores da POC é causada por uma disfunção progressiva do circuito estriado ventral. Considerando que no caso das PCI e da PUS, a disfunção aumentada do circuito dorsal estriatal aumenta os "comportamentos típicos das PCI e das PUS que são impulsionados pelos processos compulsivos". A POC e as PCI têm sido tradicionalmente vistas como duas perturbações muito diferentes, sendo a primeira geralmente impulsionada pelo desejo de evitar danos, enquanto que a última, impulsionada "pelo comportamento por procura de recompensas". Ainda assim, existem certos comportamentos semelhantes em ambos, por exemplo, as ações compulsivas de pacientes com PCI e o comportamento de procura por recompensas (por exemplo, acumulação) em pacientes com PCI.

## Tratamento
As perturbações do controle dos impulsos têm duas opções de tratamento: psicossocial e farmacológico. A metodologia de tratamento é informada pela presença de comorbidades.

### Medicação
No caso do jogo patológico, juntamente com a fluvoxamina, a clomipramina tem se mostrado eficaz no seu tratamento, com uma redução de até 90% dos problemas do jogo patológico num indivíduo. Enquanto que na tricotilomania o uso de clomipramina foi novamente considerado eficaz, a fluoxetina não produziu resultados positivos consistentes. A fluoxetina, no entanto, produziu resultados positivos no tratamento da dermatotilexomania, embora mais pesquisas sejam necessárias para concluir essas informações. A fluoxetina também foi avaliada no tratamento da PEI e demonstrou melhora significativa na redução da frequência e gravidade da agressão impulsiva e irritabilidade numa amostra de 100 indivíduos que foram randomizados num estudo duplo-cego de 14 semanas. Apesar de uma grande diminuição no comportamento agressivo e impulsivo desde o início, apenas 44% dos que responderam à fluoxetina e 29% de todos os indivíduos que responderam à fluoxetina foram considerados em remissão completa no final do estudo. A paroxetina demonstrou ser um tanto eficaz, embora os resultados sejam inconsistentes. Outro medicamento, o escitalopram, mostrou melhorar a condição dos indivíduos com jogo patológico com sintomas ansiosos. Os resultados sugerem que, embora os ISRSs tenham mostrado resultados positivos no tratamento do jogo patológico, resultados inconsistentes com o uso de ISRSs foram obtidos, o que pode sugerir uma heterogeneidade neurológica no espectro das perturbações do controlo do impulso.

### Psicossocial
A abordagem psicossocial para o tratamento das PCIs inclui a terapia cognitivo-comportamental (TCC), que relatou ter resultados positivos no caso do tratamento do jogo patológico e da dependência sexual. Há um consenso geral de que as terapias cognitivo-comportamentais oferecem um modelo de intervenção eficaz.
Jogo patológico
A dessensibilização sistemática, a terapia aversiva, a sensibilização encoberta, a dessensibilização imaginal e o controle de estímulos têm se mostrado eficazes no tratamento dos problemas de jogo patológico. Além disso, "técnicas cognitivas como psicoeducação, reestruturação cognitiva e prevenção de recaídas" têm se mostrado eficazes no tratamento de tais casos.
Piromania
A piromania é mais difícil de controlar em adultos devido à falta de cooperação; no entanto, a TCC é eficaz no tratamento de piromaníacos infantis. (Frey 2001)
Perturbação explosiva intermitente
Junto com vários outros métodos de tratamento, a terapia cognitivo-comportamental também se mostrou eficaz no caso daperturbação explosiva intermitente. O Relaxamento Cognitivo e Terapia de Habilidades de Enfrentamento (RCTHE), que consiste em 12 sessões começando primeiro com o treinamento de relaxamento seguido da reestruturação cognitiva, e então a terapia de exposição. Mais tarde, o foco é resistir aos impulsos agressivos e tomar outras medidas preventivas. 
Cleptomania
No caso da cleptomania, as técnicas de comportamento cognitivo usadas nesses casos consistem na sensibilização encoberta, dessensibilização imaginal, dessensibilização sistemática, terapia de aversão, treinamento de relaxamento e "fontes alternativas de satisfação".
Compra compulsiva
Embora a compra compulsiva se enquadre na categoria de perturbação do controle dos impulsos - não especificado de outra forma no DSM-IV-TR, alguns pesquisadores sugeriram que esta consiste em características essenciais que representam perturbações do controle dos impulsos que incluem tensão anterior, impulso de difícil resistência e alívio ou prazer após a ação. A eficiência da terapia cognitivo-comportamental para a compra compulsiva ainda não foi verdadeiramente determinada; entretanto, as técnicas comuns para o tratamento incluem prevenção de exposição e resposta, prevenção de recaída, reestruturação cognitiva, sensibilização encoberta e controle de estímulo.